# Eupholidoptera chabrieri
Eupholidoptera chabrieri är en insektsart som först beskrevs av Toussaint de Charpentier 1825.  Eupholidoptera chabrieri ingår i släktet Eupholidoptera och familjen vårtbitare.

## Underarter
Arten delas in i följande underarter:
- E. c. bimucronata
- E. c. brunneri
- E. c. chabrieri
- E. c. galvagnii
- E. c. garganica
- E. c. schmidti
- E. c. usi

## Bildgalleri

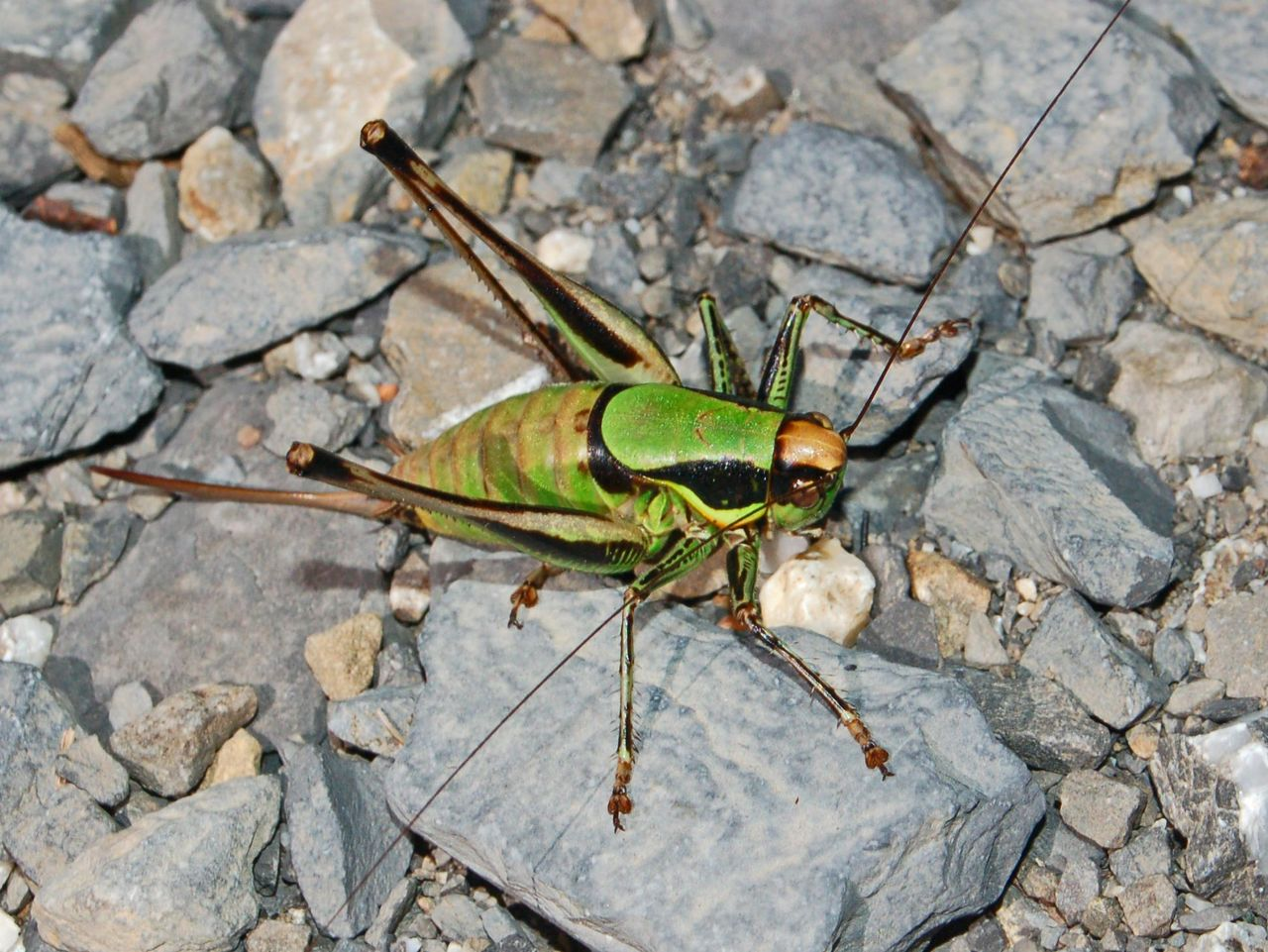
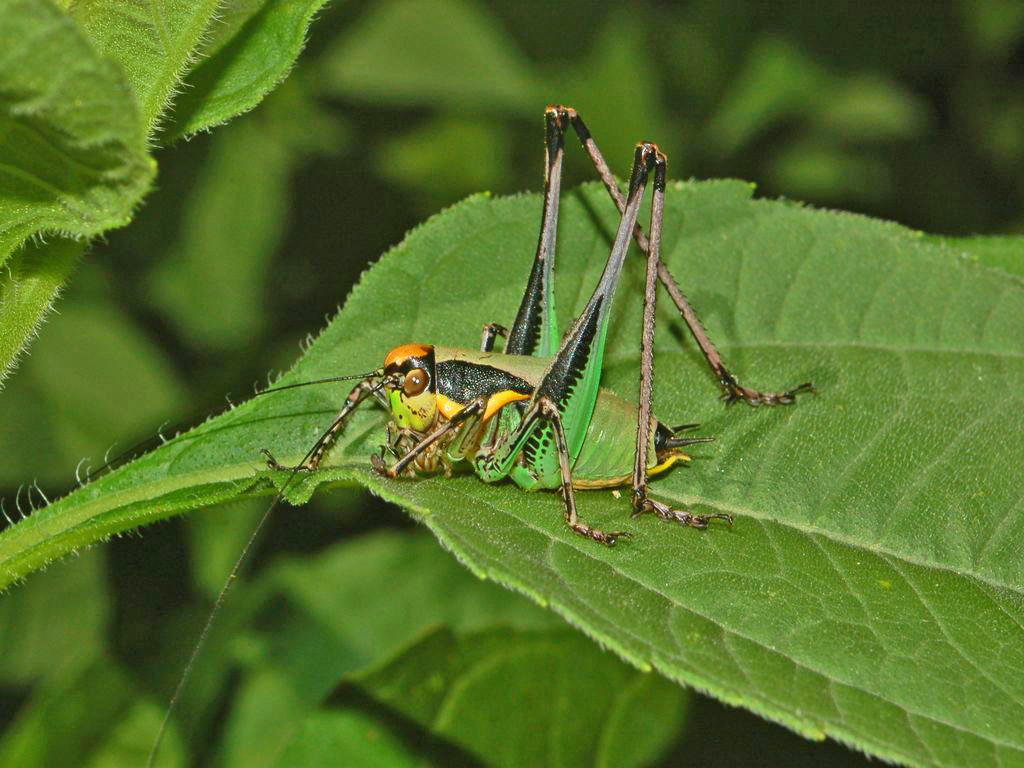
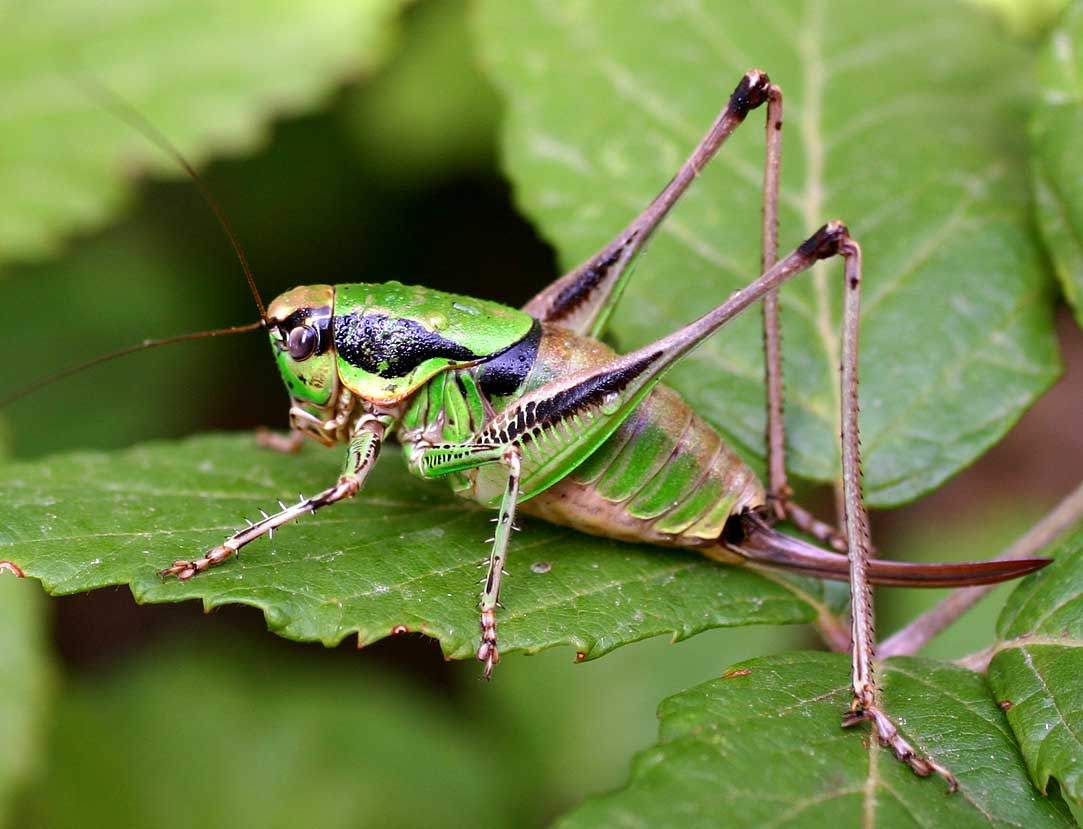
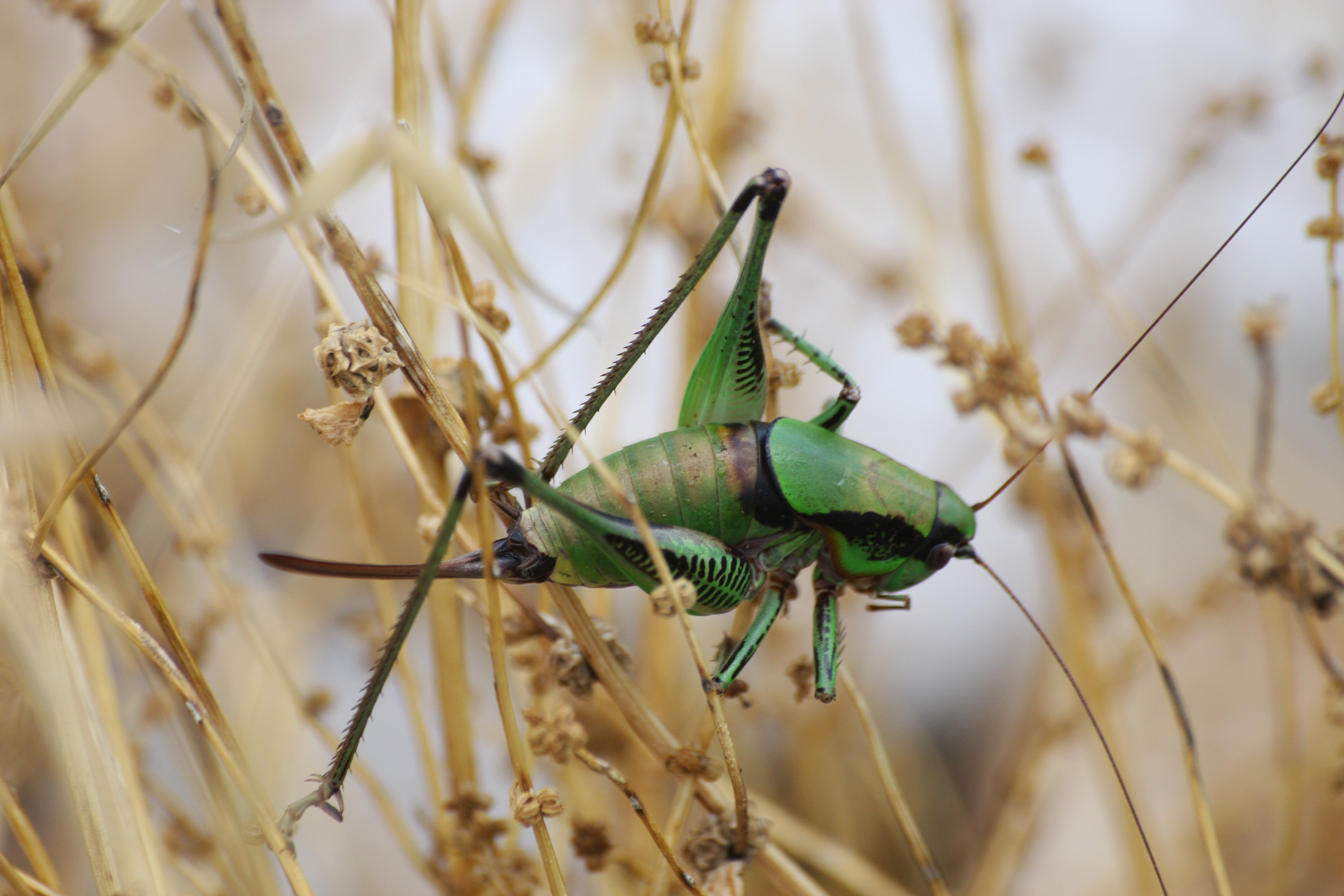
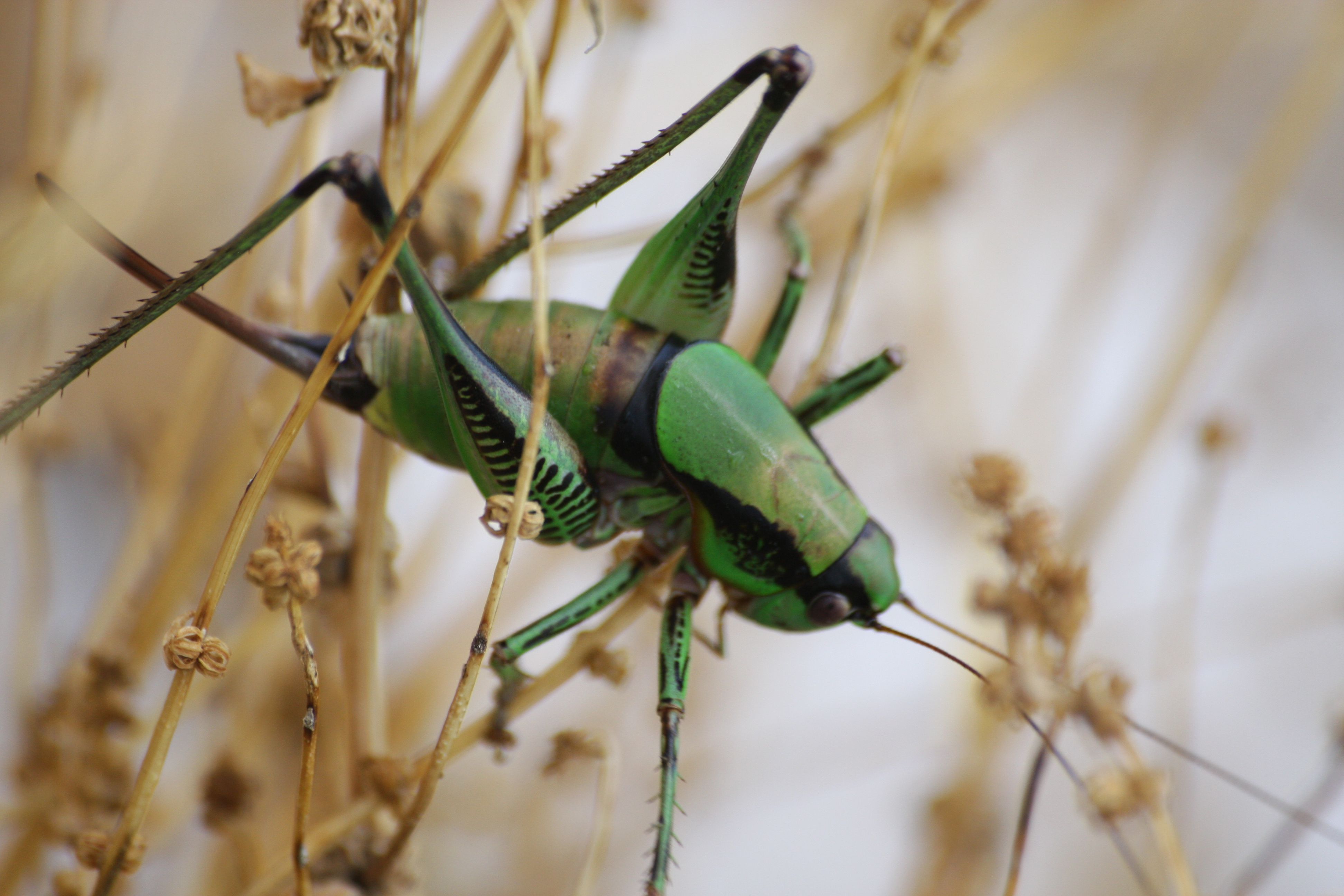
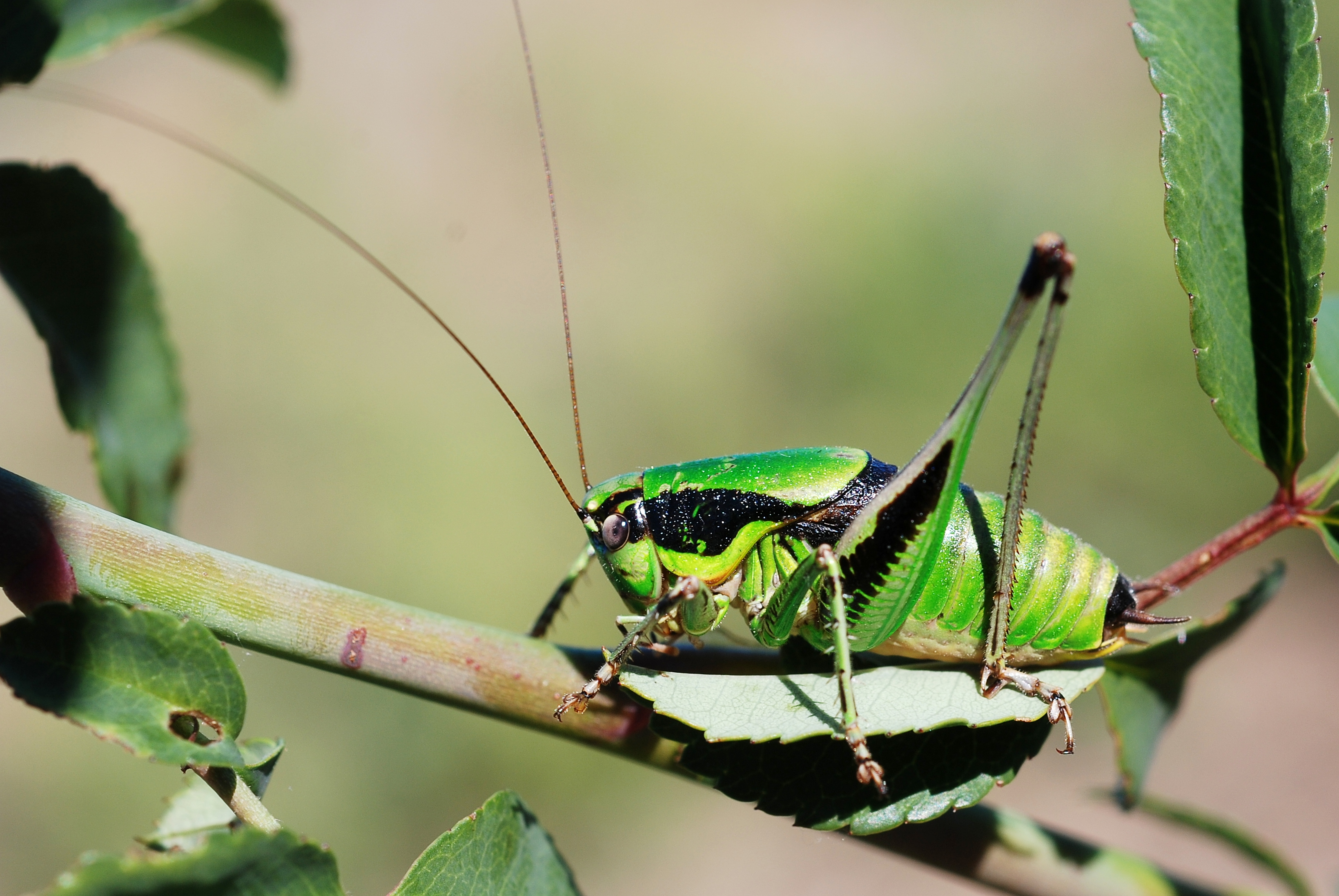